# X-Chat Aqua
X-Chat Aqua è un client IRC per macOS.

## Caratteristiche
È basato sul programma open source X-Chat che supporta diversi sistemi operativi, tra i quali Mac OS X. X-Chat funziona su X11, X-Chat Aqua invece non richiede X11 ed è scritto per supportare l'interfaccia grafica Aqua, integrandosi con Mac OS X.
Ha la quasi totalità delle funzioni incluse in X-Chat standard, come l'interfaccia a pannelli, il supporto per server multipli e una grande possibilità di personalizzazione. È distribuito sotto licenza GNU General Public License.
X-Chat Aqua, come X-Chat, è estendibile tramite script in vari linguaggi: Perl, Python, Tcl e Ruby, che sono disponibili come plugin esterni e contengono un'interfaccia binaria modulare, come è solito programmare in C.